# Зюдерштапель
Зюдерштапель (нем. Süderstapel) — община в Германии, в земле Шлезвиг-Гольштейн. 
Входит в состав района Шлезвиг-Фленсбург. Подчиняется управлению Штапельхольм.  Население составляет 1043 человека (на 31 декабря 2010 года). Занимает площадь 16,96 км².